# Гуамски тркавац
Гуамски тркавац (лат. Gallirallus owstoni) је врста птице нелетачице из породице барских кока (Rallidae), која је ендемит Гуама. Врста је до краја 1980-их изумрла у дивљини острва Гуам. Живи примерци постоје само у заточеништву, на острву Гуам и у зоо вртовима у континенталном делу САД. 

## Опис
Гуамски тркавац је барска кока средње величине, која достиже дужину од 28 cm. Мужјаци су нешто већи од женки. Тело је издужено и бочно спљоштено, нарочито у пределу врата и груди, што омогућава птици да се брзо креће кроз густу вегетацију. Перје оба пола је слично, горњи и средњи део главе и леђа су смеђе боје, доњи део главе, грло и груди су сиве боје, изнад очију налази се сива пруга, на трбуху и боковима перје је пругасто црно-бело. Кљун је тамносмеђе боје.
Гуамски тркавац је тајновита, територијална, брза птица нелетачица, најлакше ју је могуће приметити док се храни у близини путева или ивица поља. Гнезди се на тлу, због чега је лак плен грабљиваца, као што су пацови. Гнездо граде оба родитеља, у које женка полаже 2–4 јаја. У заточеништву могу да изведу до 10 легала. Птићи сазревају са 6 месеци живота.

## Исхрана
Гуамски тркавац је сваштојед, али радије се храни животињама него биљном храном. Храни се пужевима, ровашима (скинковима), геконима, инсектима и стрвинама, али и семењем и лишћем палми.

## Изумирање у дивљини
Све до 1960-их гуамски тркавац је био бројна врста, чија је процењена популација на острву Гуам била 70.000. Након краја Другог светског рата врста змије смеђа пењачица (Boiga irregularis) је случајно пренета са Папуа Нове Гвинеје на Гуам, вероватно у товару војног брода. Од 1960-их због повећања бројности смеђе пењачице популација гуамског тркавца, као и других аутохтоних гуамских врста птица је значајно почела да се смањује. Гуамски тркавац није имао искуства са том врстом грабљивице и није имао одбрамбене механизме којим би се заштитио од ње, због чега је био лак плен. Популација гуамског тркавца је од 1968. до 1973. драстично смањена и наставила је да се смањује до средине 1980-их. До 1981. процењена популација врсте је смањена на око 2.000, а 1983. на мање од 100. Последњи пут је виђен у дивљини 1987.
Остале значајне претње по гуамског тркавца представљају уништавање станишта, пацови, подивљале мачке, свиње и варани.

## Заштита
Зоолог Боб Бек је покренуо иницијативу да се преживели гуамски тркавци и остале угрожене аутохтоне врсте птица ухвате и да се отпочне њихов узгој у заточеништву (у зоо вртовима широм САД и у узгајалиштима на Гуаму) како би биле спашене од изумирања. Он је 20 година од 1982. радио на спашавању гуамског тркавца. У програму узгоја 2008. је учествовало 17 зоо вртова. Овај програм даје резултате и бројност врсте у заточеништву се повећава.
Недавно је у заштићено ограђено шумовито подручје величине 22 хектара на острву Гуам ослобођен један број птица, оне су од поновне инвазије смеђе пењачице заштићене баријерама и замкама.
У новембру 2010, 16 гуамских тркаваца је ослобођено на малом атолу Кокос острво величине 33 хектара, које се налази на око 1 km од обала острва Гуам. Пре ослобађања, пацови су истребљени са острва, а у шумама су сађене домаће врсте дрвећа. Насељавање је било успешно, јер су примећени знаци гнежђења.